# Leptopterigynandrum clavatum
Leptopterigynandrum clavatum är en bladmossart som beskrevs av William Russell Buck och H. Crum in W. R. Buck 1980 [1981. Leptopterigynandrum clavatum ingår i släktet Leptopterigynandrum och familjen Thuidiaceae. Inga underarter finns listade i Catalogue of Life.